# 埼玉県道70号飯能下名栗線

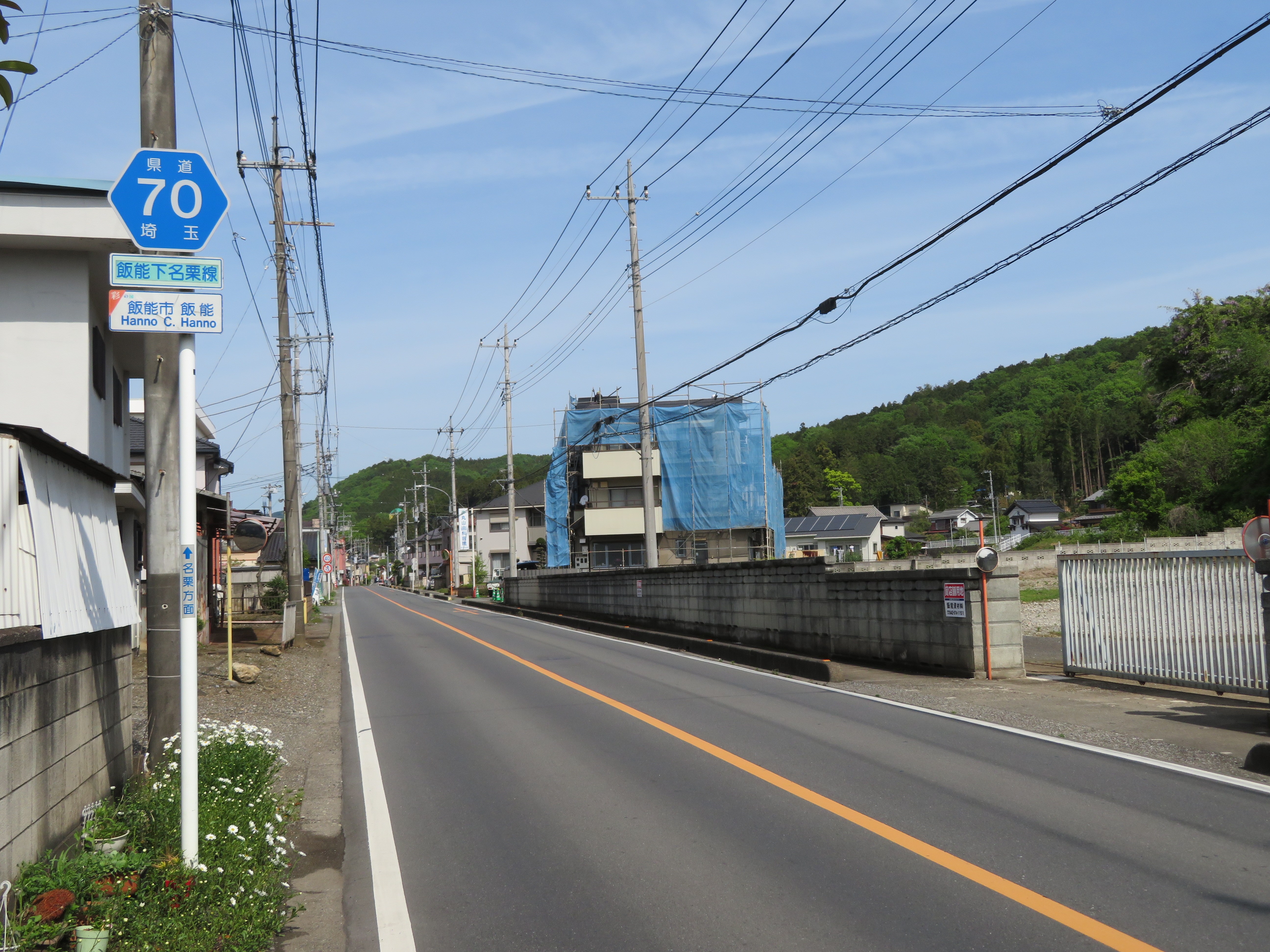
飯能市飯能付近

埼玉県道70号飯能下名栗線（さいたまけんどう70ごう はんのうしもなぐりせん）は、埼玉県飯能市内を通過する県道（主要地方道）である。

## 概要
起点から飯能市岩根橋付近まで県道青梅飯能線と重複している。地元住民からは、県道東飯能停車場線「東飯能駅西側」交差点付近から県道青梅秩父線沿線の旧名栗村市街地迄の道路を総称して、「名栗街道」と呼ばれる。
道路改良は行われているが、一部に車両同士の離合が難しい区間や見通しの悪い区間、歩道が完全整備されていない区間があり、バスやダンプカーなどの大型車の通行も多い。

### 路線データ
- 総延長：14.5 km[1]
- 実延長：13.0 km[1]
- 起点：埼玉県飯能市東町（東町交差点＝国道299号交点）
- 終点：埼玉県飯能市大字下名栗（埼玉県道53号青梅秩父線交点）

### 交通量
24時間自動車類交通量（台/日）
- 飯能市下赤工414付近：7,780

### 重複区間
- 埼玉県道28号青梅飯能線（飯能市東町-飯能市岩根橋付近）
- 埼玉県道350号南飯能線（飯能市岩根橋付近-小瀬戸交差点）

## 地理

### 通過する自治体
- 埼玉県
  - 飯能市

### 交差する道路
| 交差する道路                                                        | 交差する道路           | 交差点名   | 所在地 | 所在地     |
| ------------------------------------------------------------------- | ---------------------- | ---------- | ------ | ---------- |
| 埼玉県道185号東飯能停車場線・埼玉県道347号馬引沢飯能線 東飯能駅方面 |                        |            |        |            |
| 国道299号                                                           | 国道299号              | 東町       | 飯能市 | 東町       |
| 埼玉県道218号二本木飯能線                                           |                        | 広小路     | 飯能市 |            |
|                                                                     |                        | 市立図書館 | 飯能市 |            |
| 埼玉県道28号青梅飯能線                                              | -                      |            | 飯能市 | 大字飯能   |
|                                                                     | （永田台通り）         | 永田       | 飯能市 | 永田       |
| -                                                                   | 埼玉県道350号南飯能線  | 小瀬戸     | 飯能市 | 小瀬戸     |
| 埼玉県道221号原市場下成木線                                         | -                      |            | 飯能市 | 大字原市場 |
| 埼玉県道53号青梅秩父線                                              | 埼玉県道53号青梅秩父線 |            | 飯能市 | 大字下名栗 |

### 沿道の施設等
- 飯能市立図書館
- 飯能市民会館
- 飯能市立飯能西中学校
- 自由の森学園中学校・高等学校
- 飯能市立原市場小学校
- 飯能市立原市場中学校
- 原市場郵便局
- 飯能警察署原市場駐在所

## ギャラリー

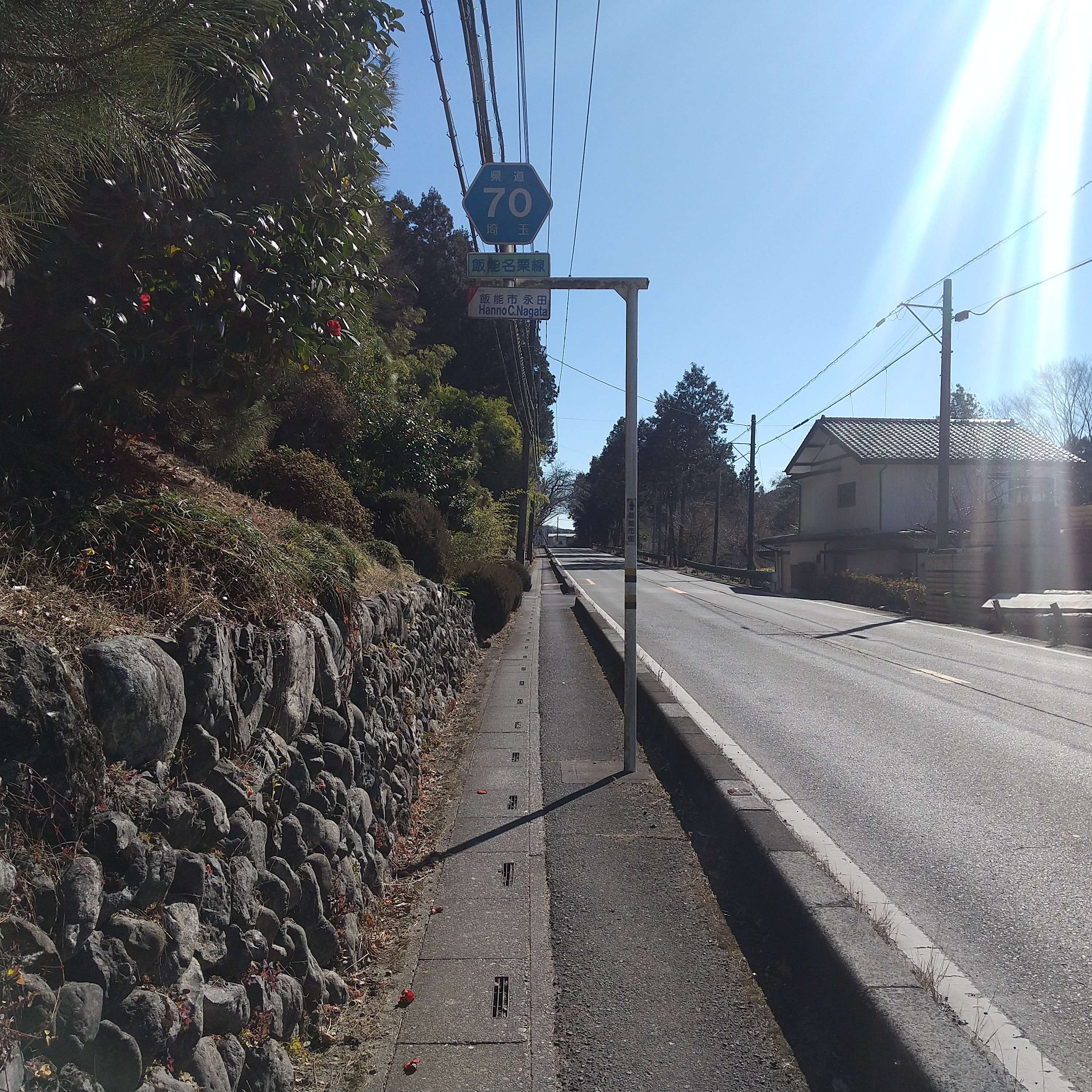
飯能市永田付近
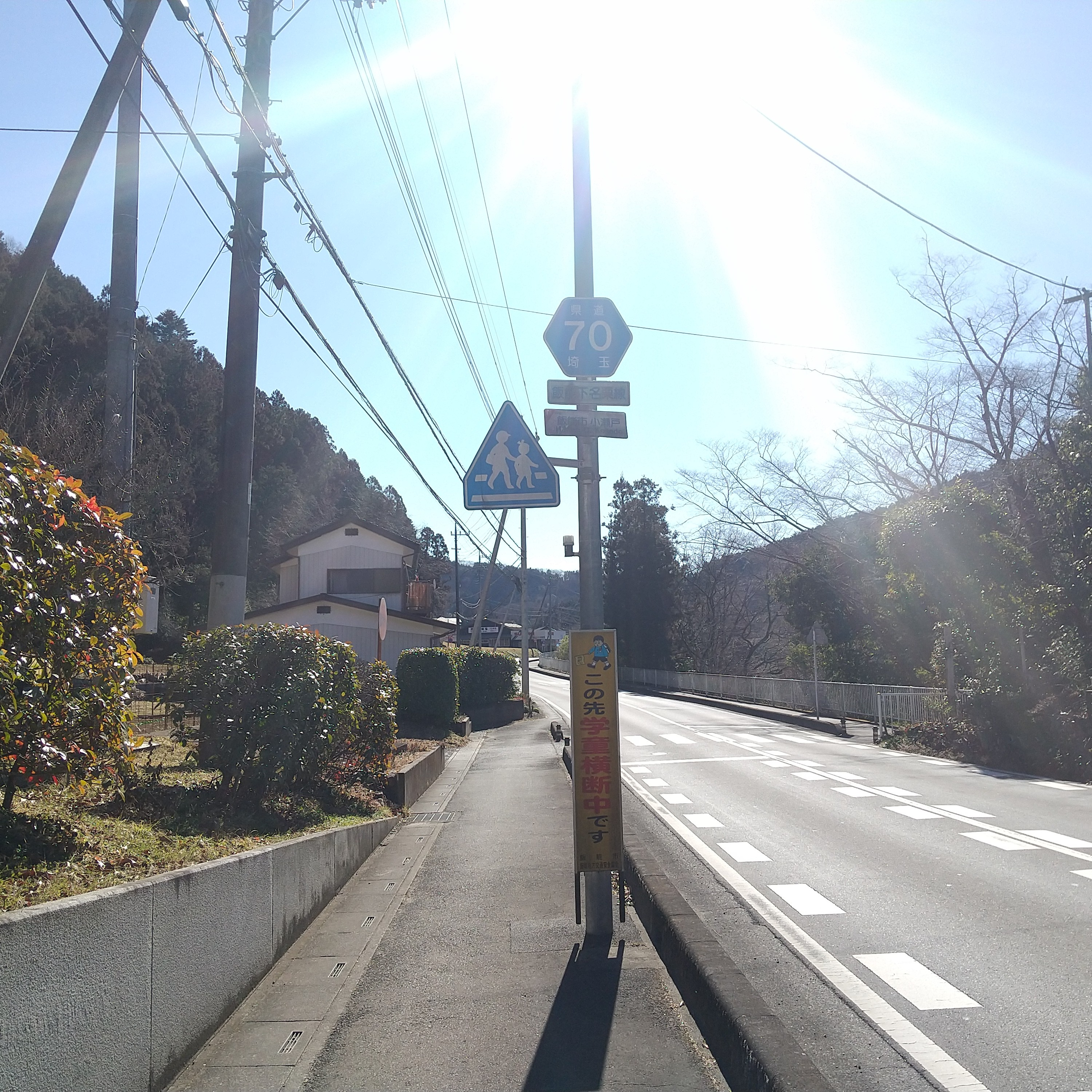
飯能市小瀬戸付近
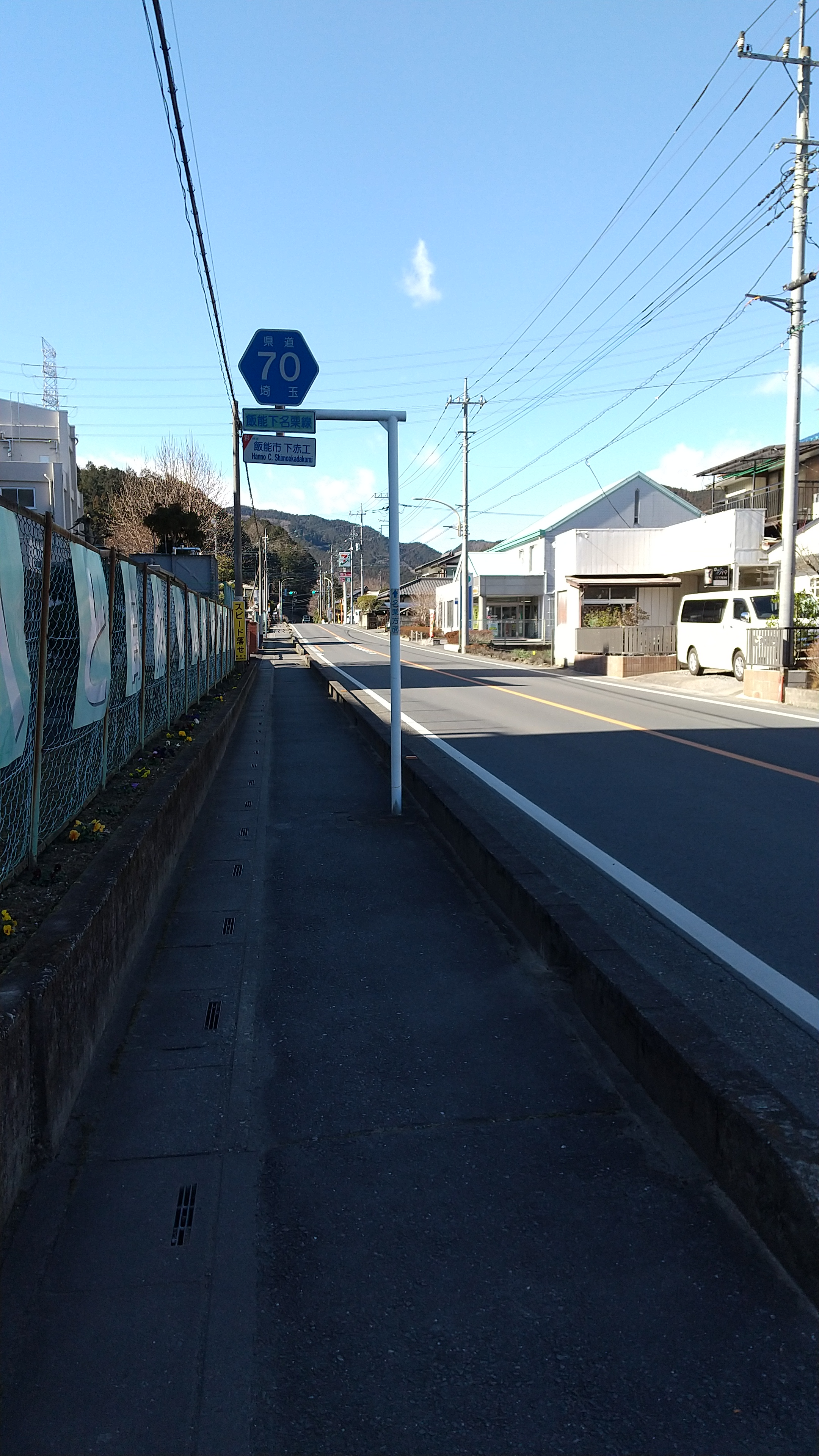
飯能市上赤工付近